# I'm the Only One
I'm the Only One is een nummer van de Amerikaanse zangeres Melissa Etheridge uit 1993. Het is de eerste single van haar vierde studioalbum Yes I Am.
In de tekst confronteert Etheridge haar minnaar, die door een ander wordt verleid. In plaats van haar minnaar te smeken om te blijven, daagt ze haar bijna uit om de affaire te hebben, wetende dat ze uiteindelijk zal beseffen dat Etheridge de enige vrouw is die echt van haar kan houden. "I'm the Only One" is geïnspireerd door Etheridge's relatie met Julie Cypher.
Het nummer kende veel succes in Noord-Amerika en bereikte de 8e positie in de Amerikaanse Billboard Hot 100. In de Nederlandse Top 40 kwam het tot een bescheiden 28e positie.